# فوستوك 1
فوستوك 1 (بالروسية: Восток-1 أي شرق-1) (الشرق أو المشرق 1) هي المركبة الفضائية الأولى في برنامج فوستوك، والمركبة الفضائية المأهولة الأولى في التاريخ. أُطلقت الكبسولة الفضائية فوستوك 3 كيه إيه من ميناء بايكونور الفضائي في 12 أبريل عام 1961، حاملةً على متنها رائد الفضاء الروسي يوري جاجارين، وبهذا أصبح أول إنسان يعبر إلى الفضاء الخارجي.
تتضمن الرحلة الفضائية المدارية مدارًا واحدًا حول الأرض، يلامس هذا المدار الغلاف الجوي العلوي للأرض عند ارتفاع 169 كيلومتر (91 ميلًا بحريًا) في أخفض نقطة للمدار. استغرقت الرحلة مدة 108 دقائق من الانطلاق إلى الهبوط. هبط جاجارين على الأرض بواسطة مظلته وبشكل منفصل عن الكبسولة، إذ خرج منها على ارتفاع 7 كيلو متر (23000 قدم).

## خلفية
بدأ السباق الفضائي بين الاتحاد السوفيتي والولايات المتحدة، بالإضافة إلى الحرب الباردة بين هاتين القوتين العُظمتين قبل أن يُطلق الاتحاد السوفيتي القمر الاصطناعي الأول في العالم سبوتنيك1 عام 1957. أرادت الدولتان تطوير تكنولوجيا رحلات الفضاء بسرعة، وبشكل خاص عن طريق إطلاق أول رحلة فضائية مأهولة ناجحة. ناضل الاتحاد السوفيتي في مشروع فوستوك سرًا لمنافسة مشروع ميركوري التابع للولايات المتحدة. أطلق برنامج فوستوك عدة مهمات غير مأهولة رائدة بين مايو عام 1960 ومارس عام 1961، بهدف اختبار وتطوير عائلة صواريخ فوستوك وكبسولتها الفضائية. اختلفت درجات النجاح التي حققتها هذه المهام، لكن آخر مهمتين تكللتا بالنجاح التام، وهما كوربال-سبوتنيك4 وكوربال-سبوتنيك5، ما أفسح المجال لإطلاق رحلة فضائية مأهولة.

## الطاقم
صُممت كبسولة فوستوك1 لحمل رائد فضاء واحد. اختير يوري جاجارين البالغ من العمر 27 عامًا بصفة الطيار الأساسي لفوستوك1، بالإضافة إلى فريق الدعم المؤلف من جيرمان تيتوف وغريغوري نيلبوف. أُجريت هذه التكليفات رسميًا في 8 أبريل، قبل المهمة بأربعة أيام، لكن جاجارين كان المرشح المفضل من بين كل الرواد المرشحين قبل المهمة بعدة أشهر على الأقل.
اعتمد القرار النهائي لاختيار الشخص الذي سيحلّق على متن المهمة بشكل أساسي على رأي قائد رواد الفضاء المتدربين نيكولاي كامانين. كتب كامانين في مذكراته اليومية في 5 أبريل أنه لم يكن قد حسم قراره بعد بين جاجارين وتيتوف. «الشيء الوحيد الذي منعني من اختيار (تيتوف) هو الحاجة لاختيار الشخص الأقوى بالنسبة لرحلة مدتها يوم واحد». وأشار كامانين إلى المهمة الثانية فوستوك2، وقارنها بالمهمة فوستوك1 ذات المدار الوحيد القصيرة نسبيًا من حيث المدة. كان جاجارين سعيدًا جدًا عندما أُعلم بالقرار برفقة تيتوف في اجتماع عُقد 9 أبريل، لكن تيتوف كان خائب الأمل. أُعيد تمثيل هذا الاجتماع في 10 أبريل أمام كاميرات التلفزة، لأنه سيكون هنالك تصوير رسمي لهذا الحدث. وشمل هذا كلمة قبول المهمة التي ألقاها جاجارين. ذكر أليكسي ليونوف في وقت لاحق، وهو أحد الرواد الآخرين المرشحين، أنه لم يعلم من اختير للمهمة إلى أن بدأت الرحلة الفضائية، في إشارة إلى مستوى السرية التي كان عليه الأمر.

## الفحص الطبي
قام فريق من الأطباء بفحص جاجارين قبل انطلاق رحلته. ذكر أحد الأطباء ما حدث لشبكة الأخبار التلفزيونية روسيا اليوم في أبريل 2011: «بدا جاجارين شاحبًا أكثر من المعتاد. كان انطوائيًا وهادئًا، بشكل لم يكن عليه يومًا. كان يجيب بالإيماء أو بكلمة “نعم" قصيرة على كل الأسئلة. همهم أحيانًا ببعض الألحان. كان جاجارين مختلفًا. قمنا بتجهيزه ومعانقته. وقد قلت له "يوري، كل شيء سيكون على ما يرام". وأجابني إذ أومأ برأسه.»

## المهمة بالأرقام
الكتلة : 4,725 كغ.

أقرب نقطة للمدار من الأرض : 169 كم.

أبعد نقطة للمدار عن الأرض : 315 كم.

درجة الميلان : ْ64,59.

المدة في المدار : 89.34 دقيقة.

مدة الرحلة : 1 ساعة 48 دقيقة.

## أهم الأحداث
- أتم جاجارين الدوران حول الأرض في 108 دقيقة وعاد سالماً.
- استغرقت محطات المراقبة التي كانت على اتصال بفوستوك 25 دقيقة لمعرفة ما إذا كان فوستوك استقر في مداره حول الأرض.
- لم يكن الأطباء والمهندسون على درايةٍ كافية بطبيعة رد فعل الطاقم في حالة انعدام الجاذبية مما جعلهم يقومون بالتحكم بوضع مركبة الفضاء بشكلٍ آلي.
- بدأت عملية إعادة التشغيل والخروج من المدار للعودة إلى الأرض بالقرب من أنغولا على الشاطئ الغربي للأفريقيا وعلى بعد 8000 كم من المكان المحدد للهبوط.
- كان من المفترض أن ينفصل الجزء المعد لاختراق الغلاف الجوي من المركبة عن هيكل المركبة الرئيسي بعد 10 ثوانٍ من إعادة التشغيل إلا أن هذا لم يحدث حيث بقي الجزءان معلقين معاً بواسطة حزمةٍ من الأسلاك واستغرق الأمر عشر دقائق حتى احترقت هذه الأسلاك وانفصل الجزء المخصص للعودة إلى الأرض واستطاع أخذ الوضعية الملائمة لاختراق الغلاف الجوي.